# Оливковый сомик
Оливковый сомик (лат. Pylodictis olivaris) — вид сомообразных рыб из семейства икталуровых (Ictaluridae), выделяемый в монотипический род Pylodyctis. Крупные пресноводные рыбы, обитающие в озёрах и спокойных реках Северной Америки — от нижних Великих озёр до севера Мексики. Популярный объект рыбной ловли, высоко ценимый за вкус мяса. Их содержат также в общественных аквариумах.

## Строение
Взрослые особи достигают размера 160 см и массы 60 кг. Продолжительность жизни достигает 20 лет. Обычно оливкового, серого цвета с пятнами на верхней части тела, старые самцы тёмного цвета. Длинные усы вокруг рта и хвостовой плавник глубоко раздвоенный.

## Распространение и образ жизни
Северная Америка: нижние Великие озёра и реки Миссисипи и Миссури, на юге Луизианы в США, северная часть Мексики.
Как и большинство сомов, оливковый сом является хищником — питается рыбой, насекомыми, червями и ракообразными.
Нерест оливкового сома происходит в конце июня и начале июля, гнёзда устраиваются в норах и  ямах. Самцы, которые строят гнёзда, потом неустанно защищают и вентилируют их. Плодовитость достигает 100 000 икринок.